# Medida del producto
En matemáticas, dados dos espacios medibles y medidas en ellos, se puede obtener un espacio medible producto y una medida producto en ese espacio. Conceptualmente, esto es similar a definir el producto cartesiano de conjuntos y la topología del producto de dos espacios topológicos, excepto que puede haber muchas opciones naturales para la medida del producto.
Dejar {\displaystyle (X_{1},\Sigma _{1})} y {\displaystyle (X_{2},\Sigma _{2})} ser dos espacios medibles, es decir, {\displaystyle \Sigma _{1}} y {\displaystyle \Sigma _{2}} son álgebras sigma en {\displaystyle X_{1}} y {\displaystyle X_{2}} respectivamente, y dejar {\displaystyle \mu _{1}} y {\displaystyle \mu _{2}} Se tomarán medidas sobre estos espacios. Denotamos por {\displaystyle \Sigma _{1}\otimes \Sigma _{2}} el álgebra sigma sobre el producto cartesiano {\displaystyle X_{1}\times X_{2}} generado por subconjuntos del formulario {\displaystyle B_{1}\times B_{2}}, dónde {\displaystyle B_{1}\in \Sigma _{1}} y {\displaystyle B_{2}\in \Sigma _{2}.} Esta álgebra sigma se llama álgebra σ del producto tensorial en el espacio del producto.
Una medida de producto {\displaystyle \mu _{1}\times \mu _{2}} (también denotado por {\displaystyle \mu _{1}\otimes \mu _{2}} por muchos autores) se define como una medida en el espacio mensurable {\displaystyle (X_{1}\times X_{2},\Sigma _{1}\otimes \Sigma _{2})} satisfacer la propiedad
{\displaystyle (\mu _{1}\times \mu _{2})(B_{1}\times B_{2})=\mu _{1}(B_{1})\mu _{2}(B_{2})}
para todos
{\displaystyle B_{1}\in \Sigma _{1},\ B_{2}\in \Sigma _{2}} .
(Al multiplicar medidas, algunas de las cuales son infinitas, definimos que el producto es cero si algún factor es cero).
De hecho, cuando los espacios son {\displaystyle \sigma } -finito, la medida del producto está definida de forma única, y para cada conjunto medible E,
{\displaystyle (\mu _{1}\times \mu _{2})(E)=\int _{X_{2}}\mu _{1}(E^{y})\,d\mu _{2}(y)=\int _{X_{1}}\mu _{2}(E_{x})\,d\mu _{1}(x),}
dónde {\displaystyle E_{x}=\{y\in X_{2}|(x,y)\in E\}} y {\displaystyle E^{y}=\{x\in X_{1}|(x,y)\in E\}}, que son ambos conjuntos medibles.
La existencia de esta medida está garantizada por el teorema de Hahn-Kolmogorov. La unicidad de la medida del producto se garantiza sólo en el caso de que ambos {\displaystyle (X_{1},\Sigma _{1},\mu _{1})} y {\displaystyle (X_{2},\Sigma _{2},\mu _{2})} son σ-finitos.
Las medidas de Borel en el espacio euclidiano Rn se pueden obtener como producto de n copias de las medidas de Borel en la recta real R.
Incluso si los dos factores del espacio del producto son espacios de medida completos, el espacio del producto puede no serlo. En consecuencia, el procedimiento de compleción es necesario para extender la medida de Borel a la medida de Lebesgue, o para extender el producto de dos medidas de Lebesgue para dar la medida de Lebesgue en el espacio del producto.
La construcción opuesta a la formación del producto de dos medidas es la desintegración, que en cierto sentido "divide" una medida determinada en una familia de medidas que pueden integrarse para dar la medida original.

## Ejemplos
- Dados dos espacios de medida, siempre hay una medida de producto máxima única μmax en su producto, con la propiedad de que si μmax (A) es finita para algún conjunto mensurable A, entonces μmax (A) = μ(A) para cualquier medida del producto μ. En particular, su valor en cualquier conjunto mensurable es al menos el de cualquier otra medida de producto. Esta es la medida que produce el teorema de extensión de Carathéodory.
- A veces también hay una medida de producto mínima única μ min, dada por μmin (S) = sup A ⊂ S, μ max (A) finita μmax(A), donde se supone que A y S son medibles.
- A continuación, se muestra un ejemplo en el que un producto tiene más de una medida de producto. Tome el producto X × Y, donde X es el intervalo unitario con medida de Lebesgue e Y es el intervalo unitario con medida de conteo y todos los conjuntos medibles. Entonces para la medida mínima del producto la medida de un conjunto es la suma de las medidas de sus secciones horizontales, mientras que para la medida máxima del producto un conjunto tiene medida infinita a menos que esté contenido en la unión de un número contable de conjuntos de la forma A. × B, donde A tiene medida de Lebesgue 0 o B es un solo punto. (En este caso, la medida puede ser finita o infinita). En particular, la diagonal tiene medida 0 para la medida mínima del producto y medida infinita para la medida máxima del producto.